# 防護巡洋艦
防護巡洋艦（ぼうごじゅんようかん；英語: Protected cruiser）は、19世紀後半から20世紀初頭にかけて存在した巡洋艦の形式である。装甲艦や戦艦、装甲巡洋艦が舷側に鋼鉄の装甲を張って防御としていたのに対し、主機室の上の甲板を装甲し（これを防護甲板という）、舷側には装甲を持たない比較的軽防御の巡洋艦をいう。
チリ海軍がイギリスのアームストロング造船所に発注した巡洋艦「エスメラルダ」（1884年竣工）が世界最初の防護巡洋艦といわれる（同艦は1895年に日本海軍が購入し、二等巡洋艦「和泉」となった）。大型の装甲巡洋艦1隻の費用で小型高速の防護巡洋艦3隻が建造できるとされ、各国が競って装備した。しかし、実戦において防御力の不足が明らかになったこともあり、やがて廃れた。
装甲巡洋艦が巡洋戦艦に進化し、戦艦が前弩級艦から弩級戦艦に移っていったのと同様に、防護巡洋艦も技術や環境の変化につれて軽巡洋艦へと変化していった。

## 概要
もともとイギリス海軍では、「インコンスタント」に見られるように石炭庫を空間装甲のように配置することで防御に利用するという設計思想があった。1876年度計画のコーマス級では、これに加えて、機関部と弾薬庫の上方に相当する部分の甲板を装甲で覆う防護甲板の手法が導入された。そして1880年度計画のリアンダー級では、水平に近い弾道で艦内に突入した砲弾に対する避弾経始を配慮して、防護甲板に反りを持たせて亀甲型とした。装甲帯のような重く高価な垂直防御と比して、このように水線部より若干下方に防護甲板を設ける水平防御の手法であれば、比較的軽い重量で、かつ重心の上昇も抑制しつつ艦の防御力を向上させられると期待された。
そして1883年には、チリ海軍がイギリスのアームストロング造船所に発注していた巡洋艦「エスメラルダ」が進水した。同艦は帆装を全廃するとともに、従来は枢要部のみに設けられていた防護甲板を艦の全長にわたって装着するなど、防護巡洋艦の原型となった。特に装甲帯巡洋艦に限界を感じていたイギリス海軍はこの艦種に着目し、これに範を取ったマージー級を端緒として多数を建造し、シーレーン防護のため世界各地に配備した。
しかし1880年代後期以後の速射砲の普及は、防護巡洋艦に破滅的な影響をもたらした。防護巡洋艦では、船体内の艦枢要部は防護甲板の下で守られており、上部構造物については、ここに浸水が生じても隔壁により防止できるという目論見から無防備に晒されていた。しかし1894年の黄海海戦では、短時間に大量の榴弾を投射された結果、艦枢要部が直撃弾を受けずとも、非装甲部が徹底的に破壊されて戦闘能力を喪失する例が多発した。この戦訓から、垂直防御をもたない防護巡洋艦の価値は急激に衰退した。これを受けて、製鋼技術の進歩を背景として、防護巡洋艦のうち大型の艦では、再び垂直防御の導入が図られた。これが装甲巡洋艦であり、その端緒とされるのが、フランス海軍が1890年に竣工させた「デュピュイ・ド・ローム」であった。

## 各国の防護巡洋艦

### アメリカ海軍

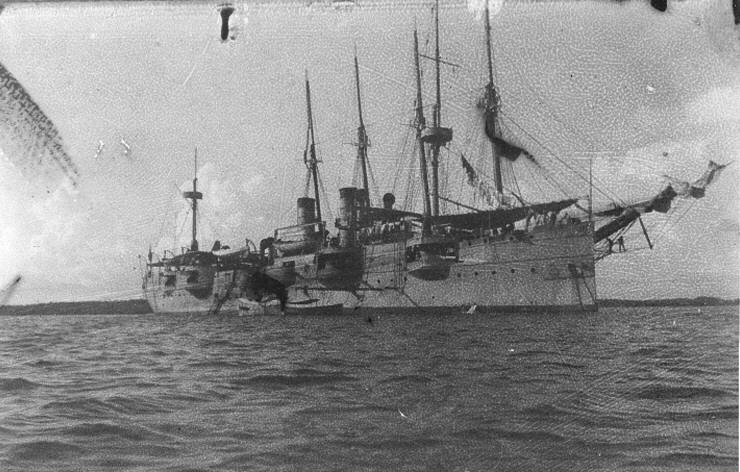
アメリカ海軍初の近代的巡洋艦と呼ばれる防護巡洋艦「ニューアーク」。

アメリカ合衆国海軍は1883年の艦隊法の成立をもって近代海軍への脱皮を開始する（これをニューネイビーという）が、まず建造されたのが、1884年から順次竣工した「アトランタ」、「ボストン」、「シカゴ」の通称「ABC巡洋艦」と、それに続く防護巡洋艦群である。その後防護巡洋艦は、1888年に完成した「ニューアーク（C-1）」、「チャールストン（C-2）」から1904年の「チャールストン（C-22；2代目）」まで、輸入艦のため C 番号が付されなかった 2 隻を含め、全部で 27 隻が装備された。
防護巡洋艦という類別は1920年の分類変更によって消滅し、その時点で残存していた防護巡洋艦は一部は重巡洋艦（CA）に、大多数は軽巡洋艦（CL）に再分類された。

### イギリス海軍

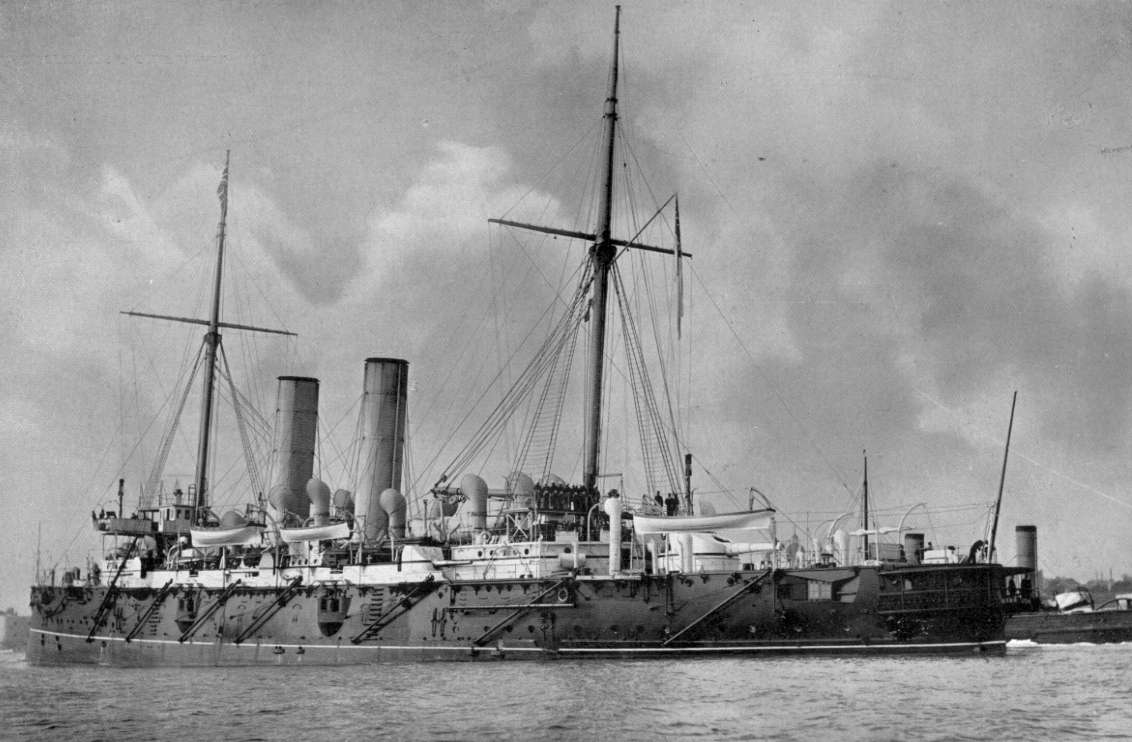
「エドガー」級防護巡洋艦の「ジブラルタル」。

イギリス海軍は1880年代の終わりに巡洋艦を一等、二等、三等に区分し、1905年にかけて通商保護のため大量の建造を行ったが、その大半は舷側装甲を持たない防護巡洋艦であった。一等防護巡洋艦は装甲巡洋艦に匹敵する大きさと武装を持ち、1880年代後半から一等装甲巡洋艦に代わるものとして建造された。二等防護巡洋艦は排水量 3,000 から 5,500 トンで、通商保護と艦隊における偵察任務に従事した。三等巡洋艦はさらに小さくて、二重底さえ欠いており、通商保護、偵察あるいは魚雷攻撃を任務とした。
19世紀末期に導入されたクルップ鋼により一等巡洋艦でも効率的な装甲が実現できるようになり、そのため大型の一等防護巡洋艦は1898年以後建造されなくなった。より小型のクラスでは1905年まで防護巡洋艦の建造が続いたが、1910年頃には舷側装甲を装備したタービン推進の軽巡洋艦に移行した。

### オーストリア＝ハンガリー帝国海軍

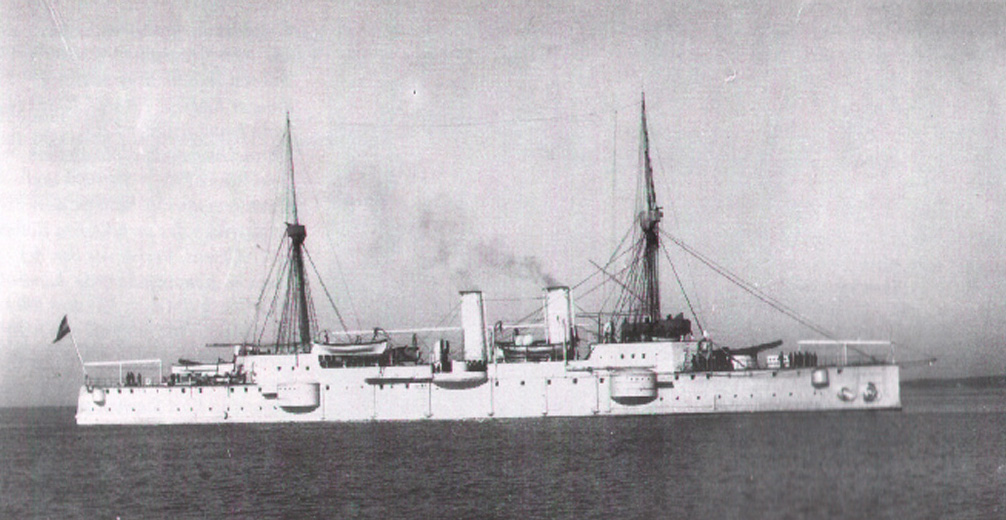
防護巡洋艦「カイゼリン・エリーザベト」。

オーストリア＝ハンガリー帝国は 7 隻の防護巡洋艦を整備した。これらは、すべて国産で建造された。
- 「パンター」級（1885年）: 「パンター」、「レオパルト」
- 「カイザー・フランツ・ヨーゼフ1世」級（1890年）: 「カイザー・フランツ・ヨーゼフ1世」、「カイゼリン・エリーザベト」
- 「ツェンタ」級（1899年）: 「ツェンタ」、「アスペルン」、「シゲトヴァール」 ※オーストリア＝ハンガリー帝国海軍では軽巡洋艦に分類された。[要出典]

### オスマン帝国海軍
オスマン帝国では、海軍の近代化と周辺国の巡洋艦への対処のため、20世紀に入ってからイギリス製の「ハミディイェ」とアメリカ合衆国製の「メジディイェ」という、よく似た 2 隻の防護巡洋艦を整備した。それまで、オスマン帝国海軍は非防護巡洋艦の獲得に失敗し、 2 隻の水雷巡洋艦を保有するだけだったのである。さらに、もう 1 隻をイタリアに発注していたが、伊土戦争のためイタリア海軍に徴発された。
両艦は、バルカン戦争や第一次世界大戦で活発に作戦行動に従事した。しかし、速力が劣ることが災いし、追撃される場面ではしばしばタービン巡洋艦「ミディッリ」の足を引っ張ることになった。「メジディイェ」は大戦中に敵の敷設した機雷に触れ、沈没を余儀なくされた。その後、「メジディイェ」は引き上げられ、ロシア帝国の黒海艦隊へ編入された。1918年には、ドイツ帝国の手を通じてオスマン帝国へ返還された。
第一次世界大戦の敗戦後、帝国は崩壊したが、 2 隻の防護巡洋艦はどちらも健在であった。トルコ海軍に編入された両艦は、第二次世界大戦後まで現役を務めた。
- 「ハミディイェ」（1904年、イギリス）
- 「メジディイェ」（1905年、アメリカ合衆国）
- 「ドラマ」（イタリアに接収）

### 清国海軍
清では、近代海軍の創設とともにイギリスやドイツに発注し防護巡洋艦の整備を行ったが、日清戦争でその勢力は大きくそがれた。 2 隻の防護巡洋艦は日本軍に接収されている。しかし、建造中の艦が日清戦争以後に本国に回航されて戦力の低下は防がれた。
- 「広甲」
- 「広乙」級（1894年、清）: 「広乙」、「広丙」
- 「超勇」級（1881年、イギリス）: 「超勇（英語版）」、「揚威（英語版）」
- 「福靖」（1883年、イギリス）
- 「済遠」（1885年、ドイツ）
- 「致遠」級（1887年、イギリス）: 「致遠」、「靖遠（英語版）」
- 「海容」級（1898年、ドイツ）: 「海容」、「海籌」、「海琛」
- 「海天」級（1898年、イギリス）: 「海天」、「海圻」
- 「肇和」級（1906年、イギリス）: 「肇和」、「應瑞」

### デンマーク海軍

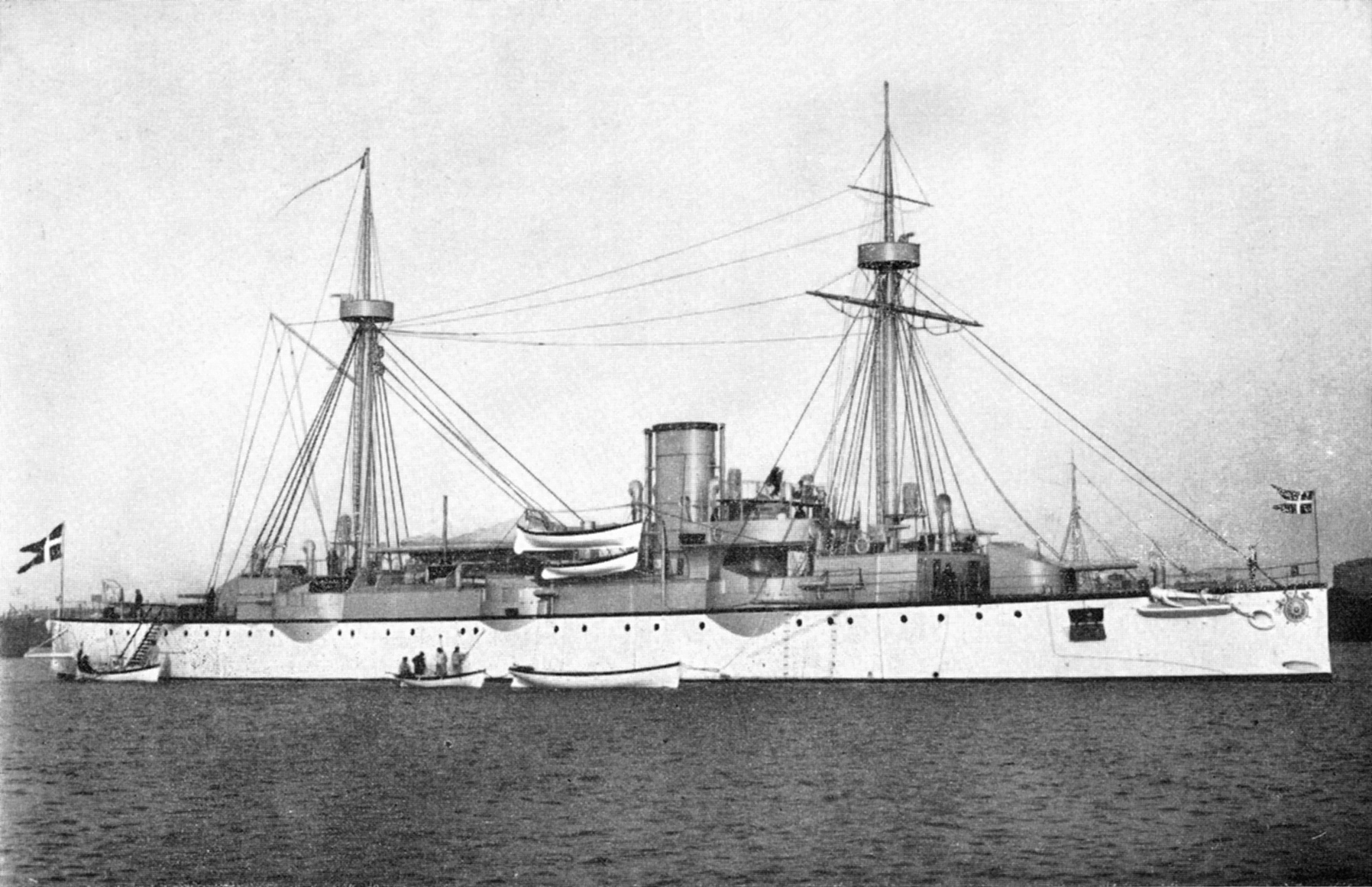
防護巡洋艦「ヴァルキリエン」

デンマーク海軍は 4 隻の防護巡洋艦を整備した。これらは、すべて国産で建造された。
- 「ヴァルキリエン」（1890年）
- 「ヘクラ」級（1889年）: 「ヘクラ」、「ゲイザー」、「ヘイムダル」

### ドイツ帝国海軍
ドイツ帝国海軍では、大小の防護巡洋艦を整備した。正式には、それらは大型巡洋艦と小型巡洋艦に分類された。しかし、防御力が不十分であったために大型のものはやがて廃れ、装甲巡洋艦が大型巡洋艦の主力を形成するようになった。

### 日本海軍
日本海軍は清との関係が緊張するに伴い、清国海軍の巨艦「鎮遠」と「定遠」に対抗するため戦艦「富士」その他の主力艦の装備を急いだが、予算成立の遅れ等により日清戦争に間に合わなかった。当時の日本艦隊の主力は巨砲を備えた三景艦、すなわち「松島」、「厳島」、「橋立」や最新型の「吉野」も含めてすべて防護巡洋艦であったが、海軍はアームストロング式の速射砲を多数配備し、結果として黄海海戦などでは優速な艦隊運動と速射砲の威力で勝利を収めることができた。ただし清国艦の巨砲が命中した場合の被害は甚大であり、日本海軍は戦後、日露戦争に向けて戦艦と装甲巡洋艦の装備を進めることになる。
日本の防護巡洋艦は明治16年（1883年）度計画の「浪速」型から明治40年（1907年）度計画の「筑摩」型まで 22 隻に及ぶ（他に清国からの戦利艦 2 隻）。その後しばらく巡洋艦の建造は途絶え、大正4年（1915年）度計画の「天龍」型からは舷側装甲を重視した軽巡洋艦に移行した。
日本海軍では、防護巡洋艦は正式には二等巡洋艦に分類されていた。
- 「浪速」型（1886年）: 「浪速」、「高千穂」
- 「畝傍」（1886年）
- 「千代田」（1891年）
- 「松島」型（1891年）: 「松島」、「厳島」、「橋立」
- 「秋津洲」（1894年）
- 「和泉」（1895年購入）
- 「須磨」型（1896年）: 「須磨」、「明石」
- 「吉野」型（1893年）: 「吉野」、「高砂」
- 「笠置」型（1898年）: 「笠置」、「千歳」
- 「新高」型（1904年）: 「新高」、「対馬」
- 「音羽」（1904年）
- 「利根」（1910年）
- 「筑摩」型（1912年）: 「筑摩」、「矢矧」、「平戸」
- 「済遠」（1895年編入）: 清国からの戦利艦
- 「広丙」（1895年編入）: 清国からの戦利艦

### フランス海軍
フランス海軍は1881年にイギリス海軍が防護巡洋艦「エスメラルダ」を起工する情報を掴み、一年後に名造船士官エミール・ベルタンの設計による防護巡洋艦「スファクス」を建造して対抗した。当初は長期間行動可能な大型なものを「艦隊巡洋艦」と呼称し、それ以外の小型のものを二等、三等と区別したが、後に機関技術の発達で小型のものでも艦隊行動が可能となり区別が曖昧となった為、艦隊巡洋艦は一等巡洋艦に呼称が改められた。
この頃のフランス海軍では艦隊の偵察任務だけでなく、通商破壊戦にも使用できる大型・中型の艦形を重視していた。技術面では高性能機関の開発・採用、区画細分層（Celluar Layer）化による浸水極限設計の開発などを行った｡1897年に防護巡洋艦の建造を終了し以降は装甲巡洋艦の整備に邁進した。
- 艦隊巡洋艦
  - 「スファクス」（Sfax）
  - 「タージュ」（Tage）
  - 「アミラル・セシル」（Amiral Cecille）
- 一等巡洋艦
  - 「アルジェ」級: 「アルジェ」（Alger）、「イスリー」（Isly）、「ジャン・バール」（Jean Bart）
  - 「ダントルカストー」級: 「ダントルカストー」（D'entrescasteaux）、1 隻建造中止
  - 「ギシャン」（Guichen）
  - 「シャトールノー」（Chateaurenault）
  - 「ジュリアン・ド・ラ・グラヴィエール」（Jurien de la Graviere）
- 二等巡洋艦
  - 「ダブー」（Davout）
  - 「シュシェ」（Suchet）
  - 「フリアン」級: 「フリアン」（Friant）、「シャスルー・ローバ」（Chasseloup Laubat）、「ビュジョー」（Bugeaud）
  - 「デカルト」級: 「デカルト」（Descartes）、「パスカル」（Pascal）
  - 「ダサ」級: 「ダサ」（D'Assas）、「カサール」（Cassard）、「デュ・シャイラ」（Du Chayla）
  - 「カティナ」級: 「カティナ」（Catinat）、「プロテ」（Protet）
  - 「デストレ」級: 「デストレ」（D'Estrees）、「アンフェルネ」（Infernet）
- 三等巡洋艦
  - 「フォルバン」級: 「フォルバン」（Forbin）、「シュルクーフ」（Surcouf）、「コエトロゴン」（Coetlogon）
  - 「トルード」級: 「トルード」（Troude」、「ラランド」（Lalande）、「コズマオ」（Cosmao）
  - 「リノワ」級: 「リノワ」（Linois）、「ガリレ」（Galilee）、「ラヴォワジェ」（Lavoisier）

### ポーランド海軍

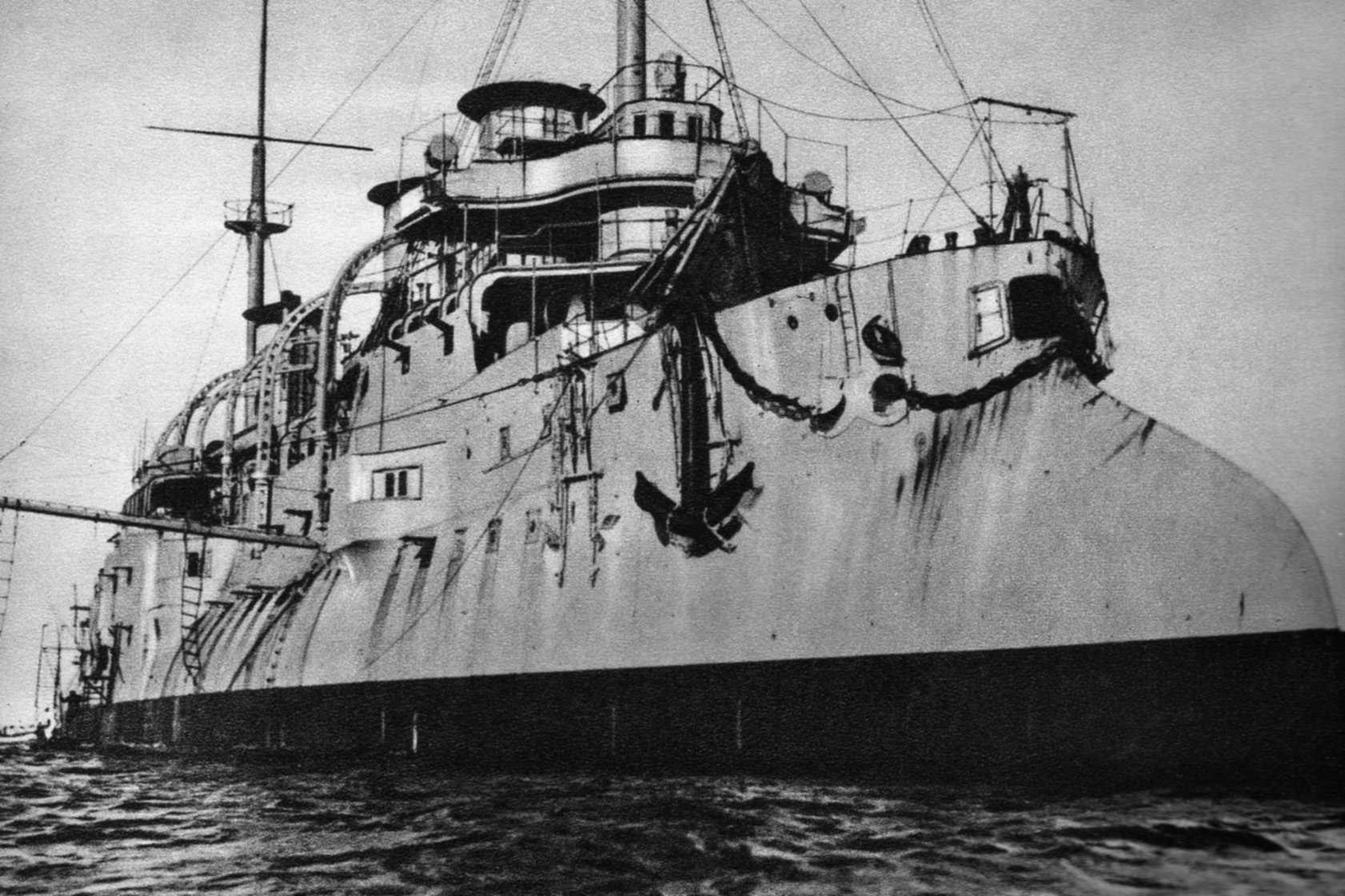
倉庫として使用される防護巡洋艦「バウティク」

ポーランド・ソビエト戦争の勝利で独立を確固たるものにしたポーランドであったが、1920年代になっても海軍の整備は遅れたままであった。早急に大型艦船を国内で調達することが難しかったことから、1922年にフランス海軍を除籍された防護巡洋艦「ダントルカストー」を中古で購入して配備することとした。「ダントルカストー」は1927年に「クルル・ヴワディスワフ4世」としてポーランド海軍に登録され、その後「バウティク」と名を改めた上で1930年4月1日付けで正式に海軍へ配備された。
ポーランド第二共和国海軍唯一の巡洋艦となった「バウティク」であったが、第二次世界大戦の始まった1939年9月1日にドイツ空軍機による爆撃を受けた。その後はナチス・ドイツ軍によって接収されて倉庫として使用されたが、1942年に解体された。

### ロシア帝国海軍

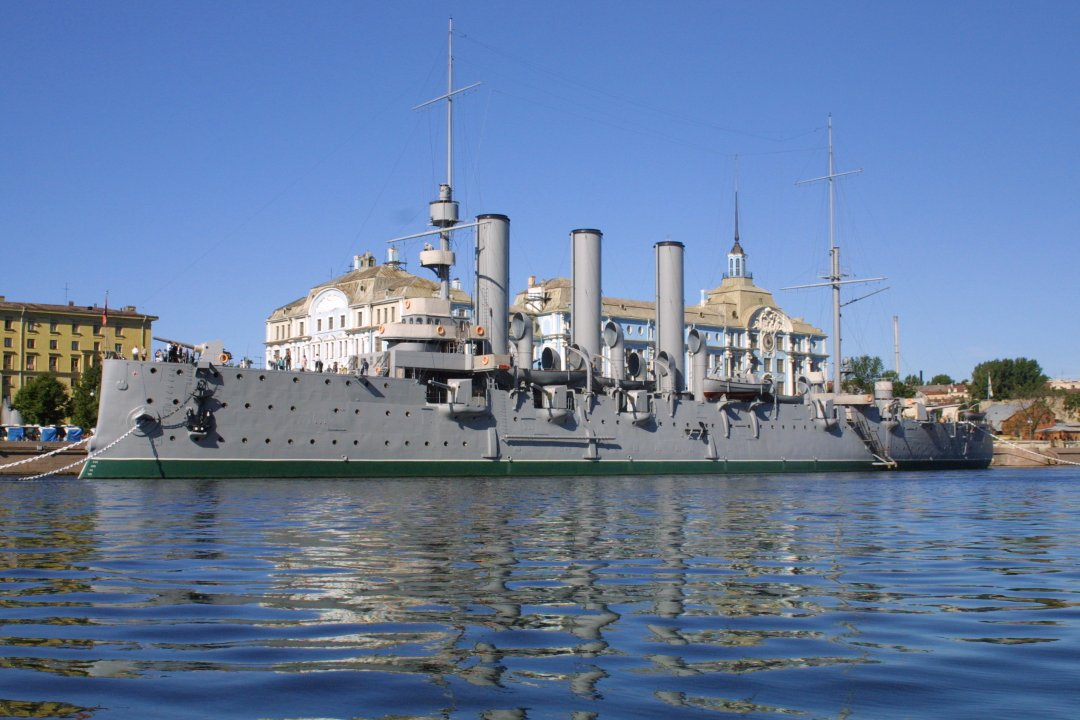
ネヴァ川に停泊する防護巡洋艦「アヴローラ」（「ヂアーナ」級、2006年）。

ロシアでは、防護巡洋艦は装甲甲板巡洋艦（ロシア語: бронепа́лубный кре́йсер）と呼ばれる。
ロシア帝国における防護巡洋艦の整備は1880年代初頭から始まり、イギリス、フランス、アメリカ合衆国、ドイツ帝国などから艦を購入するとともに国内でも建造を行った。しかし、19世紀後半、ひたすら装甲巡洋艦（当時の正式分類ではフリゲートか巡洋艦、のち一等巡洋艦に分類された）の整備に邁進したロシア帝国海軍では防護巡洋艦に対する関心はあまり高くなく、いずれの艦級もあまり大量生産はされなかった。防護巡洋艦は装甲巡洋艦の廉価版としては期待できたし、非防禦巡洋艦よりはましな防禦力を持っていたが、装甲巡洋艦のように艦隊の主力艦として整備するには明らかに能力不足であったためである。

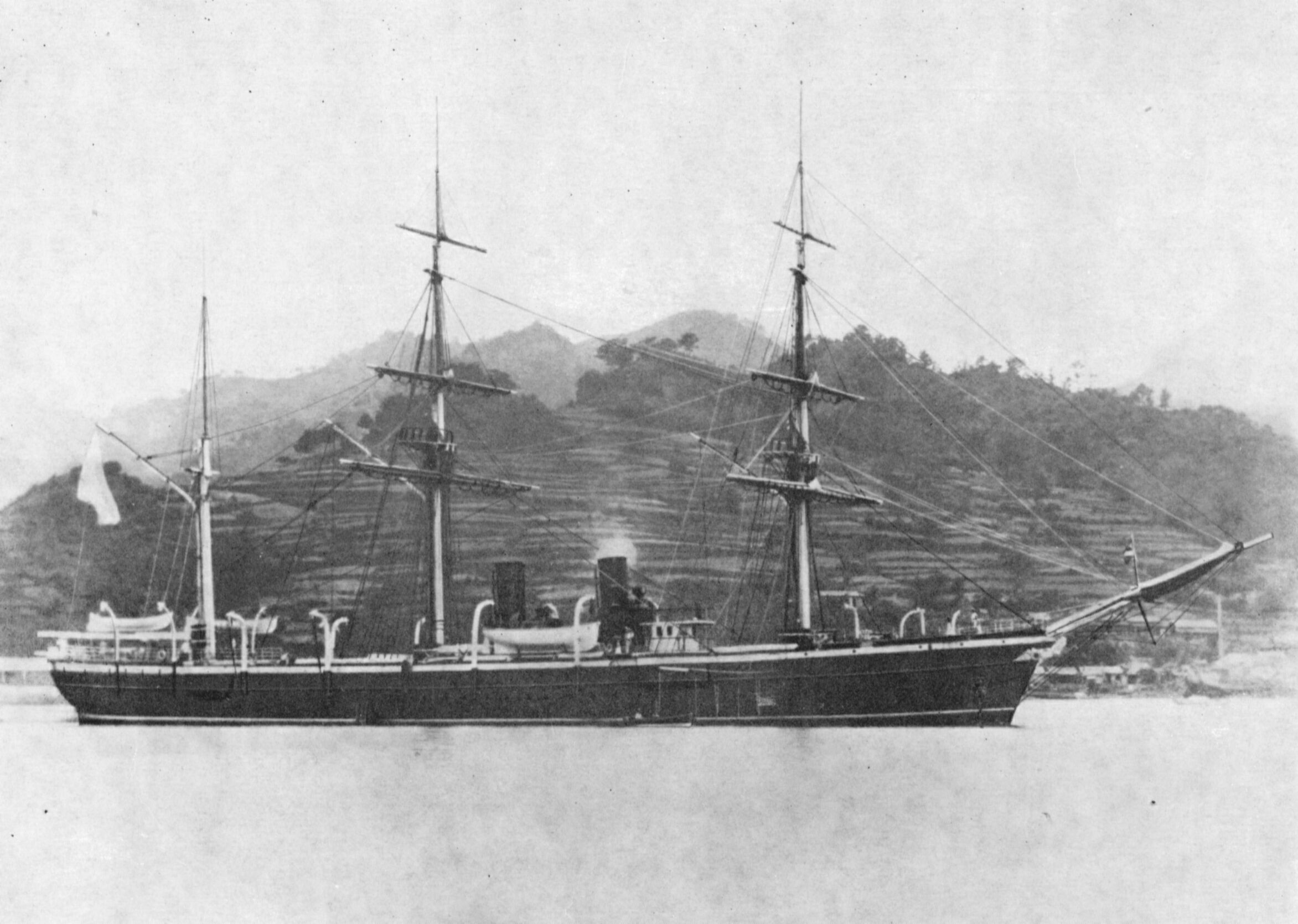
ロシア初の防護巡洋艦「ヴィーチャシ」。

まず、ロシア最初の防護巡洋艦とされる艦は、建造当時はコルベットに類別された「ヴィーチャシ」級であった。しかし、同級の船体構造は機関室を守る軽微な防禦甲板を持っていた以外はほとんど旧来の非防禦スクリューコルベットのままで、本格的な防護巡洋艦と呼べるものではなかった。次に導入されたのはフランス製の「アドミラール・コルニーロフ」で、これはより本格的な防護巡洋艦となったが同型艦は建造されず、以後10年にわたって防護巡洋艦の建造は途絶えた。
1892年2月1日にロシア帝国海軍で新しい類別が採用されると、防護コルベットはいわゆる装甲巡洋艦と合わせて一等巡洋艦に類別された。これに伴い、防護コルベットは一等防護巡洋艦と呼ばれるようになった。このとき、二等巡洋艦には、非防禦巡洋艦の多くが類別された。
1890年代になると、ロシアにおける防護巡洋艦を取り巻く環境は変化した。この頃にはすでに装甲巡洋艦の補助として整備した第一・第二世代の非防禦巡洋艦は完全に旧式化しており、加えて極東における多数の巡洋艦の需要にもこたえなければならなかった。高価な装甲巡洋艦を大量に送り込むのは不可能であったため、比較的廉価に整備できる一等防護巡洋艦に白羽の矢が立った。この際、非防禦の二等巡洋艦を代替するため、従来は存在しなかった二等防護巡洋艦も整備されることになった。
次の防護巡洋艦が導入されたのは1898年で、フランスで建造された「スヴェトラーナ」が配備された。「スヴェトラーナ」は当時の標準的な防護巡洋艦に選定され、発展型の「ヂアーナ」級が量産されるに至った。
ロシアにおける防護巡洋艦の全盛期に建造されたのが、遠距離偵察艦と呼ばれる一等防護巡洋艦と、近距離偵察艦と呼ばれる二等防護巡洋艦である。国内工場で需要を賄いきれない分は、フランス、ドイツ、アメリカ合衆国、デンマークへ発注を行った。遠距離偵察艦はすべて外注され、アメリカ合衆国で「ヴァリャーグ」、ドイツで「アスコーリト」と「ボガトィーリ」が建造された。近距離偵察艦は、ドイツ製の高速偵察艦「ノヴィーク」とそのロシア国内生産型となる「ジェームチュク」級、デンマーク製の「ボヤーリン」が整備された。
しかし、すぐに問題は顕在化した。やはり防御力が不十分であり、加えて武装も貧弱であったのである。このことは、とりわけ遠距離偵察艦で問題視された。最も優れた設計と評価されたドイツ式の「ボガトィーリ」級には、後者だけでも改善するために 203 mm 砲の搭載が検討されたが、ロシアの著名な提督らが揃って大口径砲の搭載を主張したにも拘らず、海軍元帥アレクセイ・アレクサンドロヴィチ大公が口径より門数と口径の統一、それに射撃速度を重視する方針を譲らなかったため、貧弱な 152 mm 砲に甘んじざるを得なかった。結局、ロシアの防護巡洋艦が搭載した砲は日露戦争と第一次世界大戦で、射程と威力において明らかな能力不足を露呈した。第一の、防御力に関する問題は防護巡洋艦の本質的な問題であり、結局、「ボガトィーリ」級はロシアで最後の防護巡洋艦となった。その後、遠距離偵察艦の任務を代替する艦として整備されたのは装甲巡洋艦の「バヤーン」であった。二等防護巡洋艦の代替は進まず、仮に第一次世界大戦が起こらなければ、ドイツ製の小型巡洋艦で代替されたはずであった。
20世紀初頭の段階でこれ以外にも防護巡洋艦の整備計画はあったが、具体化する前に日露戦争の敗戦が起こり、すべて白紙撤回された。1907年9月27日には海軍艦船分類法が改正され、これまでの一等巡洋艦のうち装甲巡洋艦は装甲巡洋艦、防護巡洋艦は巡洋艦に類別を改められた。
1915年7月16日には、タービン機関を搭載しない防護巡洋艦・装甲巡洋艦はすべて巡洋艦に類別を変更された。タービン機関を搭載する艦のうち、軽巡洋艦は巡洋艦、弩級艦は戦列巡洋艦となった。

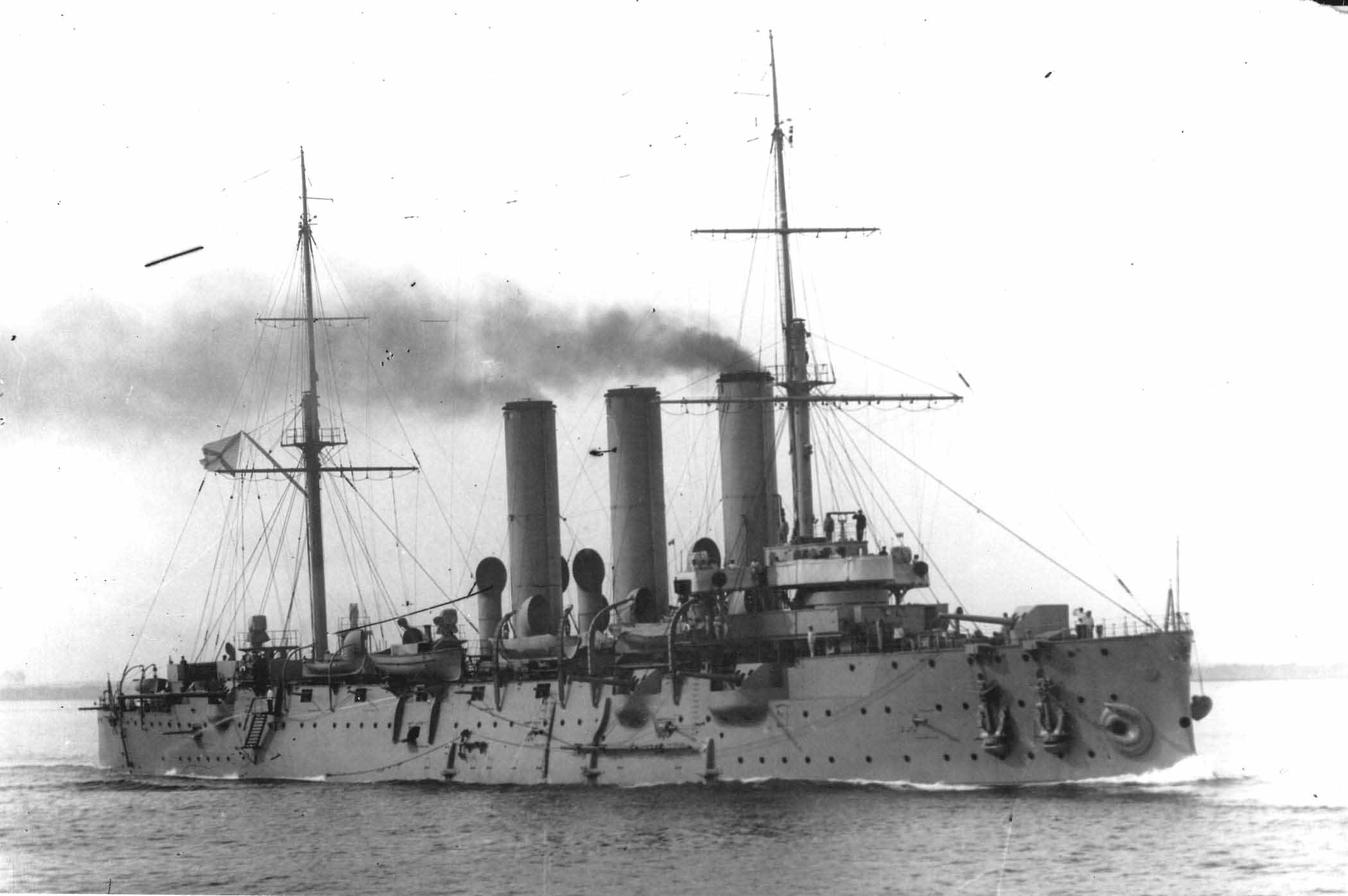
第一次世界大戦中の「アヴローラ」。近代化改修されている。

しかし、軽巡洋艦や戦列巡洋艦は帝政時代にはついに完成せず、ロシア革命に至るまで防護巡洋艦は艦隊の偵察哨戒戦力の中核として重要な位置を占めていた。また、第一次世界大戦中は、高速の機雷敷設艦としても重宝された。とりわけ、黒海方面ではほかにまともな巡洋艦がなかったため、事実上唯一の巡洋艦戦力としてボガトィーリ級が重要な役割を果たした。戦力としての期待があった「ヂアーナ」級と「ボガトィーリ」級については、大戦中に幾度か武装の近代化などの改修工事を受けている。
ロシア内戦ののち、1920年代のうちに「アヴローラ」（「ヂアーナ」級）と「パーミャチ・メルクーリヤ」（「ボガトィーリ」級）以外の防護巡洋艦はすべて解体された。両艦は練習艦として、新しいソビエト連邦海軍の創設に貢献した。
- コルベット、のち一等巡洋艦
  - 「ヴィーチャシ」級（1883年、ロシア）: 「ヴィーチャシ」、「ルィーンダ」
- 一等巡洋艦、のち二等巡洋艦
  - 「アドミラール・コルニーロフ」（1885年、フランス）
- 一等巡洋艦、のち巡洋艦
  - 「スヴェトラーナ」（1895年、フランス）
  - 「ヂアーナ」級（1897年、ロシア））: 「ヂアーナ」、「パルラーダ」、「アヴローラ」
  - 「ヴァリャーク」（1898年、アメリカ合衆国）
  - 「アスコーリト」（1898年、ドイツ）
  - 「ボガトィーリ」級（1898年、ドイツ、ロシア）: 「ボガトィーリ」、「ヴィーチャシ」、「オレーク」、「オチャーコフ」、「パーミャチ・メルクーリヤ」

- 二等巡洋艦、のち巡洋艦

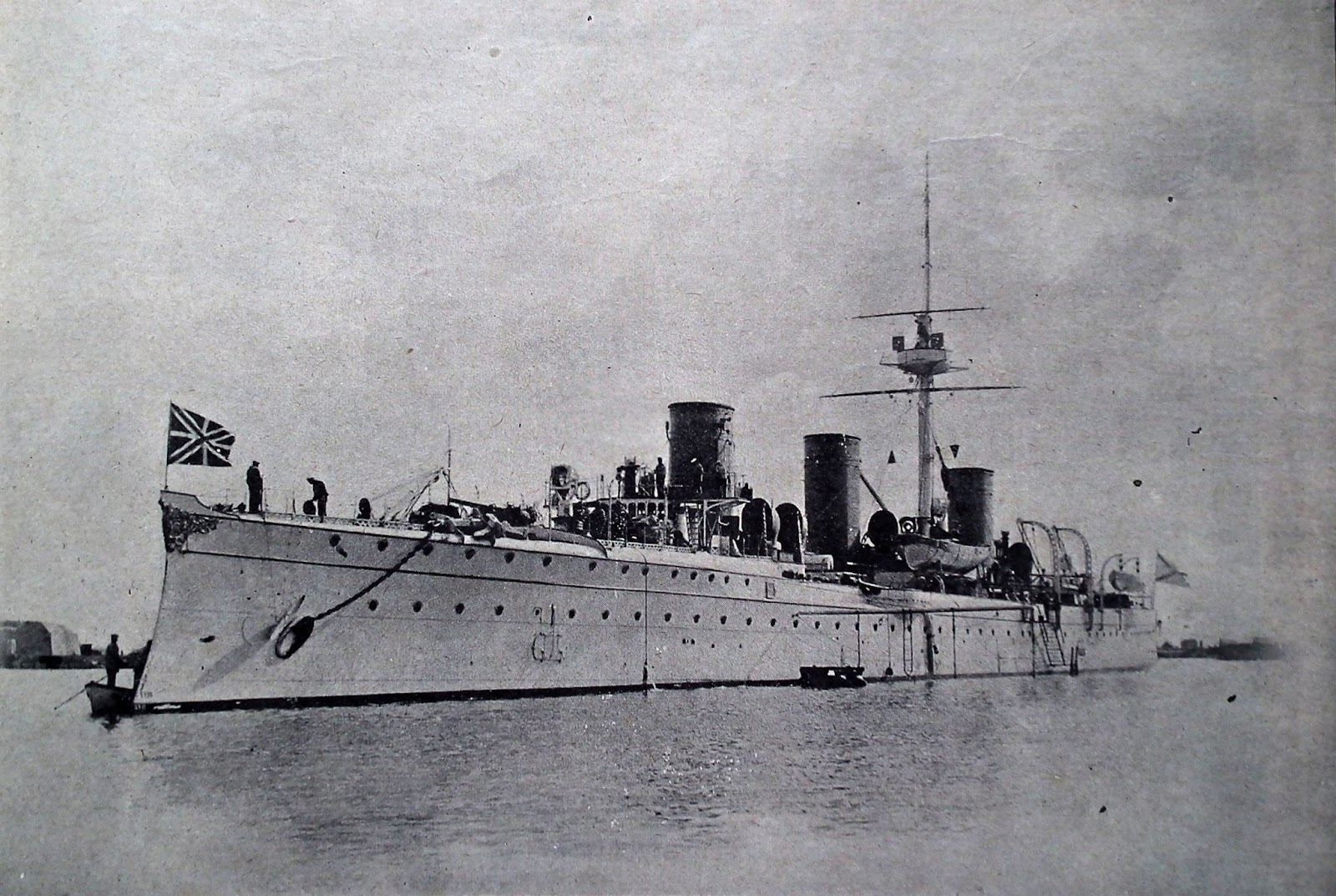
二等防護巡洋艦「ノヴィーク」。

  - 「ノヴィーク」（1899年、ドイツ）※日露戦争後日本に引き揚げられ通報艦「鈴谷」となる。
  - 「ジェームチュク」級（1901年、ロシア）: 「ジェームチュク」、「イズムルート」
  - 「ボヤーリン」（1900年、デンマーク）
- 巡洋艦（鹵獲艦）
  - 「プルート」（1901年、アメリカ合衆国） ※オスマン帝国の「メジディイェ」を第一次世界大戦中に鹵獲。